# 西部州 (ナイジェリア)
西部州（せいぶしゅう、英: Western Region - 1967年, Western State - 1976年）は、ナイジェリア南西部に存在した連邦構成州。州都はイバダン。

## 歴史
イギリス植民地時代の1930年代に南部ナイジェリア保護領 (Southern Nigeria Protectorate) の西部に置かれたものが起源で、およそロコジャ以南・ニジェール川以西を領域とした。初代の現地人の西部州首相にはオバフェミ・アウォロウォが選ばれた。
1960年のナイジェリア独立と共に北部州及び東部州と並んで連邦構成州の1つとなった。西部州首相はサミュエル・アキントラ (Samuel Akintola) に代わった。
ヨルバ族が多数派であったため他の民族の不満もあり、1963年に旧ベニン王国のベニ族などが多い東部のベニン県とデルタ県が中西部州に分割された。数度のクーデタを経て1967年の12州制で西部州はラゴス州と新西部州 (Western State) に分割された。
新西部州はビアフラ戦争を経て1976年の19州制に伴いオグン州、オンド州、オヨ州に分割された。